# 1729 aux échecs
| Années des échecs : 1726 - 1727 - 1728 - 1729 - 1730 - 1731 - 1732    |
| Décennies des échecs : 1690 - 1700 - 1710 - 1720 - 1730 - 1740 - 1750 |

Cet article présente les faits marquants de l'année 1729 aux échecs.

## Divers
- Nicolas Fréret publie L’origine du jeu des eschecs[1].